# Natalia Lashchiónova
Natalia Lashchiónova (o Lashenova; Jelgava, Letonia, 16 de septiembre de 1973) es una gimnasta artística letona que, compitiendo con la Unión Soviética, consiguió ser campeona olímpica en 1988 en el concurso por equipos.

## Carrera deportiva
En los JJ. OO. celebrados en Seúl (Corea del Norte) en 1988 consigue el oro en el concurso por equipos, por delante de Rumania y Alemania del Este, siendo sus compañeras de equipo: Svetlana Baitova, Svetlana Boginskaya, Elena Shevchenko, Elena Shushunova y Olga Strazheva.
En el Mundial celebrado en Stuttgart (Alemania) en 1989 consigue una medalla de oro por equipos —por delante de Rumania y China— y plata en la general individual, tras su compatriota Svetlana Boginskaya y por delante de otra compatriota, la soviética Olga Strazheva.